# Arboreto Mediterráneo del Limbara

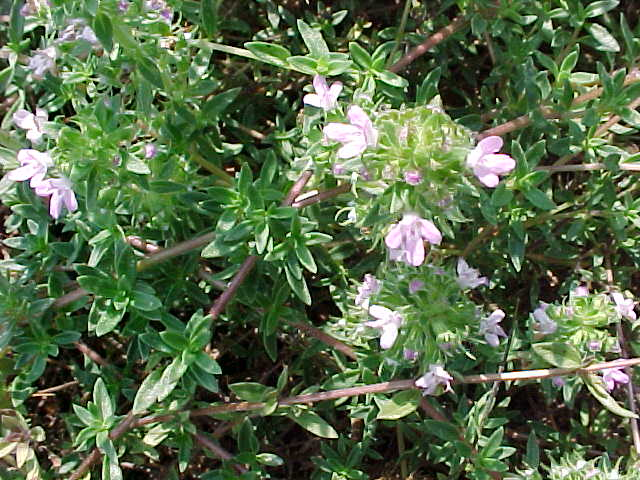
Thymus herba-barona endemismo de la zona del arboreto.

El Arboreto Mediterráneo del Limbara (en italiano: Arboreto Mediterraneo del Limbara) es un arboreto de 80 hectáreas de extensión, que se encuentra en Sassari, Italia. Su código de reconocimiento internacional como institución botánica, así como las siglas de su herbario es LIMB.

## Localización
El arboreto se ubica en el interior de la "Foresta Demaniale di Monte Limbara Sud" en la vertiente sur del Monte Limbara.
Giardino Botanico Daniela Brescia, en Via Roma, 62, Sassari,  Provincia de Sassari, Cerdeña, Italia.40°50′59″N 9°10′31″E / 40.84972, 9.17528
Está abierto al público todos los días del año. 

## Historia
El arboreto ha sido creado con el objetivo de preservar la Flora del Monte Limbara, muy esquilmada durante años por los continuos incendios provocados por los ganaderos para proveer brotes nuevos y tiernos para sus ganados.
Se sitúa junto al jardín de las Mariposas, santuario de preservación de estos componentes del Monte Limbara.

## Colecciones
Sus colecciones incluyen las formaciones vegetales que caracterizan prevalentemente el territorio de la máquia mediterránea, así:
- El Bosque de quercus con Quercus suber, Quercus ilex, Ilex aquifolium, Acer monspessulanum, Taxus baccata.
- El maquis con Erica arborea, Erica scoparia, Arbutus unedo, Pistacia lentiscus, Phillyrea latifolia, Cistus, Juniperus nana, Prunus spinosa, Calycotome spinosa). En este se encuentran además numerosos y raros endemismos tal como Ribes sandalioticum, Viola corsica, Thymus herba-barona, Carlina macrocephala, Osmunda regalis).[1]
- La vegetación riparia está constituida de Salix fragilis, Alnus glutinosa, Tamarix gallica, Nerium oleander, Fraxinus ornus, Populus tremula.